# Emily Osment
Emily Jordan Osment (n. 10 martie 1992, Los Angeles, California, SUA) este o actriță și cântăreață americană. După ce a lucrat în mai multe filme de televiziune, în copilărie, ea câștigat faima în filmele Spy Kids 2: Island of Lost Dreams și Spy Kids 3-D: Game Over. În România, este celebră pentru rolul Lilly Truscott din Hannah Montana. Ea a jucat și în Hannah Montana: Filmul. Ea, de asemenea, a jucat rolul Cassie în "Haunting Hour Volume One: Don't Think About It" și cel mai recent Film Disney Channel, Dadnapped, ca Melissa Morris.
Osment este o cântăreață de succes, primele sale melodii fiind: "Once upon a dream", de pe coloana sonoră a filmului Frumoasa Adormită, "I don't think about it" din filmul "Haunting Hour Volume One: Don't Think About It", dar și single-ul "If i didn't have you" de pe cd-ul Disney Mania 6, cântat de Emily și Mitchel Musso.
În noiembrie 2009 ea și-a lansat propriul album de debut, All The Right Wrongs, care conține 6 piese. Primul single de pe album All The Way Up a avut premiera la Radio Disney pe 14 august 2009.

## Viața reală

### Primii ani
Emily Osment s-a născut în Los Angeles, părinții săi fiind actorul Michael Eugene Osment și Theresa Osment,o profesoară de limba engleză. Tatăl ei este un actor care a apărut în diverse filme, filmul său de debut fiind Osment's Mom Fotbal. Are și un frate mai în vârstă, actorul Haley Joel Osment. Osment are religie romano-catolică. Ea a fost studentă la Flintridge Preparatory School în Canada, California și acum are un tutore privat.